# Playa del Cantil
La playa del Cantil es una playa urbana de la localidad onubense de Isla Cristina, en el suroeste de España.
Se localiza al sur del puerto deportivo, que lo limita por el norte y junto al barrio del Cantil, y limitado por el dique de levante por el sur.

## Entorno
Se localiza en el límite suroeste del caso urbano de Isla Cristina, en una zona protegida del paraje natural Marismas de Isla Cristina, por lo tanto es una zona de protección ecológica. Propiamente la playa no da al océano, sino a la ría Carreras, por lo que el oleaje está casi ausente salvo por el que provocan los barcos entrando en puerto. Continúa la playa después del dique la playa de la Gola
Se pueden ver cangrejos en la zona de rocas junto al dique y con suerte ver cómo las gaviotas se alimentan de ellos; entre la playa y el paseo marítimo hay una zona de matorral, las dunas están ausentes por su escasa dimensión. La pesca está prohibida al igual que el marisqueo o la extracción de animales de su entorno. Al estar en la zona protegía del paraje natural se debe prestar especial atención en su cuidado.
Parte de la playa está apta para el baño mientras que otra parte, al ser de atraque de embarcaciones, el baño está restringido. Ambas zonas están correctamente señalizadas.
La ruta de las puestas de sol que hay a lo largo de los muelles de poniente sigue hasta esta playa, siendo verdaderamente impresionantes, ya que por la posición el sol en buena parte del año, acaba cayendo entre el mar y la tierra con tonos rojizos.

## Servicios
No existen servicios de playa como duchas o hamacas. En el barrio hay algunas terrazas y cafeterías, sobre todo en la zona del Cantil, en torno al edificio Faro. El paraje en sí es bastante pintoresco, aunque aparte de éste, el visitante tiene pocas posibilidades.

## Instalaciones y actividades
En la zona urbana detrás del paseo marítimo hay varios bares y cafeterías, un centro de buceo y en el puerto deportivo cercano hay un establecimiento de motos de agua y al menos un restaurante muy recomendable. Las terrazas del edificio Faro, la construcción más reseñable de las inmediaciones, suelen animarse por las tardes.